# Лагутенко Віталій Павлович
Віта́лій Па́влович Лагутенко (1904—1969) — радянський інженер-будівельник, автор проекту перших «хрущовок» (серії К7, іноді неофіційно званих «лагутенковки») — перших багатоквартирних будинків, побудованих за індустріальною технологією. Написав дві книги з панельного домобудівництва. Дід музиканта Іллі Лагутенка.

## Біографія
Народився в 1904 році в Могильові (нині Білорусь). У 1921 році переїхав до Москви і вступив на роботу старшим техніком на будівництві Казанського вокзалу, де працював під керівництвом А. В. Щусєва. У 1931 році закінчив будівельний факультет Московського інституту інженерів транспорту, після чого був призначений груповим, а пізніше головним інженером майстерні А. В. Щусєва при Московській міській раді.
У роки Німецько-радянської війни займався проектуванням бомбосховищ, маскуванням спеціальних об'єктів в Москві і відновленням зруйнованих бомбардуваннями будівель.
Після війни Лагутенко очолив першу майстерню Моспроекту. В цей час керівництвом СРСР перед будівельниками поставлено завдання створити максимально дешевий проект житлового будинку з можливістю посімейного заселення (тобто з окремими, а не комунальними квартирами). Першим етапом виконання цього завдання було впровадження ідеї індустріального панельного домобудівництва з несучим каркасом. Перші експериментальні будинки за такою технологією були побудовані в 1947 році за спільним проектом Віталія Лагутенка та М. В. Посохіна на вулиці Куусінена в Москві.[джерело?]
У 1949 році Лагутенко був призначений головним інженером НДІ Моспроекту, а в 1956 році — керівником Архітектурно-планувального управління міста Москви. Саме на цій посаді він довів до логічного завершення своє головне дітище — проект дешевого масового будинку з окремими квартирами для кожної сім'ї. Таким став будинок серії К-7. Перший дослідний будинок цієї серії був побудований у Москві на вулиці Гримау. Серія була визнана вдалою, і «хрущовки» в різних модифікаціях стали будуватися повсюдно. Спеціально для їх будівництва 31 травня 1961 року був організований Перший домобудівний комбінат (ДБК-1).
У тому ж 1961 році В. П. Лагутенко стає керівником спеціально створеного конструкторського бюро великопанельного і каркасно-панельного домобудування з тонкостінних залізобетонних елементів, де продовжував роботу з удосконалення серії К-7.
Помер в 1969 році. Похований у Москві на Ваганьковському кладовищі.

## Нагороди та звання
- Герой Соціалістичної Праці (28 січня 1960).
- орден Леніна (1960)
- орден Вітчизняної війни II ступеня.
- орден Трудового Червоного Прапора (1957)
- Сталінська премія третього ступеня (1951) — за розробку та здійснення індустріальних методів будівництва багатоповерхових житлових будинків у Москві
- член-кореспондент АСА СРСР (1957).